# Bhikkhu
Een bhikkhu (Pali; Sanskriet: bhikṣu) is een boeddhistische monnik. Een bhikkhuni (Pali; Sanskriet: bhiksuni) is een boeddhistische non. Het leven van de bhikkhus en bhikkhunis is door de Boeddha zó opgezet dat het de optimale levensstijl is voor het behalen van het nirwana. Bhikkhus dragen vaak bordeauxrode (Tibet, Nepal, Myanmar en Sri Lanka) of oranjebruine (Thailand, Laos, Cambodja en Sri Lanka) gewaden en scheren het hoofd kaal.

## Dagelijks leven
De term bhikkhu betekent letterlijk "bedelaar" of "bedelende monnik", al is het bhikkhus niet toegestaan om al vragend te bedelen. Stil staan en wachten is wel toegestaan, zodat de giften op een spontane manier gegeven worden, en de monniken in hun gedrag beheerst zijn. Veel Theravada bhikkhus gaan elke dag op pindabat, de dagelijkse aalmoesronde in een dichtbijgelegen dorp of stad. Het is de manier waarop een bhikkhu zijn eten verkrijgt, daar het een bhikkhu niet is toegestaan voedsel te bereiden. In veel Mahayana-kloosters wordt het voedsel in de kloosters zelf bereid.

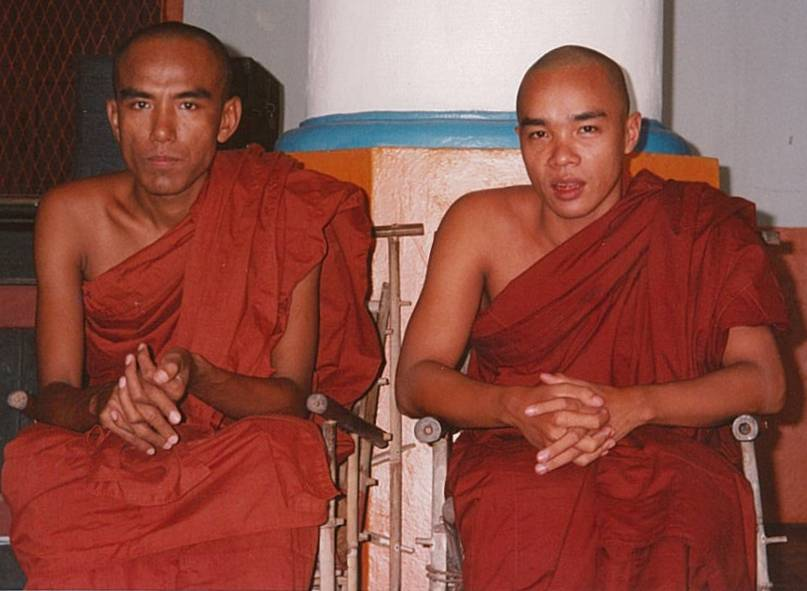
Twee bhikkhus in Myanmar

Een bhikkhu leeft over het algemeen in een kloostergemeenschap of in een alleenstaand hutje. Sommige bhikkus trekken gedurende een bepaalde periode van plaats tot plaats zonder zich ergens permanent te vestigen. Bhikkhus kunnen vrijwillig een aantal van de dertien dhutanga-regels voor kortere of langere periode opnemen. De dertien dhutanghas zijn ascetische regels die het leven eenvoudiger en fysiek armoediger maken. Het slechts één maaltijd per dag eten is een van de dhutanga-regels, evenals het niet gebruiken van de liggende lichaamspositie.
Een bhikkhu kan slechts in de ochtend eten, soms slechts één maal per dag. Van 12 uur 's middags tot het ochtendgloren kan een bhikkhu slechts medicijnen en dranken nuttigen. Het is ze niet toegestaan geld te ontvangen of te gebruiken. Een bhikkhu is aldus voor zijn levensonderhoud totaal afhankelijk van wat anderen hem geven. Dit aspect van de levensstijl van een bhikkhu is gericht op het tevreden zijn met wat je hebt, ook al is de individuele voorkeur van de bhikkhu misschien anders. Het is bhikkhus toegelaten persoonlijk bezit te hebben. Het ideaal is dat de bezittingen van een bhikkhu weinig zijn, zodat hij 'als een vogel' is, en slechts zijn vleugels met zich mee draagt.
Bhikkhus wijden hun leven aan de cultivatie van de leer van de Boeddha in zichzelf. Bhikkhus hebben individuele taken in het klooster, vaak simpele klusjes zoals bladeren vegen of onderhoud van de gebouwen, maar ook administratieve taken. Ze hebben relatief veel tijd vrij voor meditatie en studie van de boeddhistische geschriften.
Een bhikkhu is geen priester, hij neemt niet de positie in van bemiddeling tussen de leken en een hoger wezen als een god. Een deel van zijn rol is wél het geven van spiritueel advies aan de leken.

## Discipline
Een bhikkhu is toegetreden tot de Sangha, de boeddhistische gemeenschap van monniken, en moet zich houden aan de vinaya, de boeddhistische monastieke discipline. De vinaya bestaat uit de patimokkha (227 regels) en de overige regels en voorschriften, waarvan er enige duizenden zijn. Voor sommige van deze regels bestaan er verschillende interpretaties, en soms verschillen de regels van het Theravada van die van het Mahayana. Over het algemeen is er echter een grote overeenstemming en gaan de verschillen slechts over details. Sommige kloosters of linies (in zowel Theravada als Mahayana) zijn laks met de vinaya. Andere linies nemen de vinaya erg serieus.
Een bhikkhu is te allen tijde vrij om het monnikschap te verlaten indien hij dat wenst. Als een bhikkhu een van de vier fundamentele regels (de parajikas) overtreedt, is zijn uittreding automatisch en ogenblikkelijk. Vanaf het moment van overtreding is hij geen monnik meer, al komt het soms voor dat zo iemand zich nog (valselijk) blijft voordoen als een monnik. Deze vier fundamentele regels vormen de eerste vier regels van de patimokkha, en worden overtreden als een bhikkhu:
1. seksuele gemeenschap heeft.
2. een rol speelt in het doden van een levend wezen.
3. een waardevol goed steelt.
4. kenbaar maakt dat hij een verlicht persoon is, terwijl hij dat in werkelijkheid níet is.

## Hiërarchie
De eerste vijf jaar van het monnikschap is een bhikkhu navaka (pali: jong). Van zijn vijfde tot tiende jaar is een bhikkhu een majjhima (pali: midden), en van 10 tot 20 jaar is hij een thera (een ouderling of leraar). Iemand die langer dan 20 jaar een bhikkhu is wordt een mahathera genoemd, een 'grote' ouderling. De onderlinge verhouding tussen bhikkhus is gebaseerd op het aantal vassa's die de bhikkhus doorgebracht hebben als monnik.
In de eerste 500 jaar van het bestaan van de Sangha waren er geen abten in het boeddhisme. De Boeddha vertrouwde op frequent overleg tussen bhikkhus, een streven naar unanieme overeenstemming, het veto-recht en een verdeling van taken om de zaken in een klooster te regelen. Vandaar ook dat de monniken in het Theravada allen gelijk gekleed zijn, en aan de kledij niet is op te maken wat iemands verantwoordelijkheden, functie of taak is.
Tegenwoordig hebben kloosters echter wél een abt, die de hoofdverantwoordelijke is, en de Thaise wet verplicht dit ook. Ook de kloosters in Sri Lanka en Myanmar hebben een abt. De Thaise naam voor de abt van een klooster is Jao-a-waat (vrije vertaling: baas van de wat).
Sinds de 18e of 19e eeuw hebben Thailand, Sri Lanka en Myanmar ook een Sangharaja, letterlijk: koning van de Sangha. Deze functie komt enigszins overeen met de functie van een paus in het christendom, en is daar ook gedeeltelijk van afgeleid. Deze functie van Sangharaja gaat echter tegen de uitdrukkelijke wil van Gautama Boeddha in, daar hij zei dat er geen opvolger van de Boeddha (als leider van de Sangha) ingesteld mag worden nadat hijzelf overleden zou zijn.
Verschillende landen hebben verder nog verschillende niveaus van koninklijke onderscheidingen voor hooggewaardeerde bhikkhus: bijvoorbeeld de Thaise koninklijke onderscheidingen getiteld Chao Khoen en Chao Khoen Raat.

## Lokale tradities
In de traditioneel boeddhistische landen is het gebruikelijk dat mannen bhikkhu worden. In Tibet is de traditie dat van elk gezin er één persoon monnik wordt. In Thailand is de traditie dat elke man ten minste eenmaal in zijn leven bhikkhu wordt, al is het slechts voor een week. In veel landen is het niet mogelijk voor vrouwen om bhikkhuni te worden. Zij kunnen echter wel novice (pali: samaneri), of een in het wit geklede permanente kloosterbewoonster worden. In Thailand is de traditie dat bhikkhus geen vrouw mogen aanraken, en dat vrouwelijke kloosterbewoners (mae chiis) ook geen mannen aanraken. Deze interpretatie is strenger dan de vinaya, waarin de regel is opgenomen dat een bhikkhu geen vrouw mag aanraken indien hij gemotiveerd is door lust.